# Piombino Dese
Piombino Dese (Pionbìn in veneto) è un comune italiano di 9 506 abitanti della provincia di Padova in Veneto, situato a nord-est del capoluogo.

## Geografia fisica
Il territorio comunale è bagnato da diversi corsi d'acqua, tra i quali spiccano lo Zero, il Dese (da cui il toponimo), il Draganziolo, il Marzenego e soprattutto il Sile, che nasce da risorgive proprio nella zona. Caratterizzato quindi dalla ricca presenza di zone umide, Piombino è uno dei comuni compresi nel parco naturale regionale del Fiume Sile.

## Origini del nome
L'etimo di Piombino dovrebbe essere in relazione con il latino plumbum "piombo", ma è difficile stabilirne il motivo: forse è un'allusione alle caratteristiche del terreno ("del colore del piombo"), oppure si lega al martin pescatore (detto anche piombino per le sue abilità di tuffatore).

## Storia

### Le origini
La presenza umana lungo il Sile ha lasciato numerose tracce sin dall'epipaleolitico (VI millennio a.C.), ma si è fatta più intensa durante l'età del bronzo (1900-1800 a.C.). In questo periodo, la civiltà ha incominciato a strappare alle selve i primi spazi per l'agricoltura e il pascolo (tramite la tecnica del debbio), integrando a queste altre attività come caccia, pesca e raccolta. Si ipotizza che fosse privilegiato l'allevamento degli ovini, particolarmente adatto in un'area in cui il rapido esaurirsi delle risorse naturali portava al continuo spostamento del bestiame.
Si ritiene che gli insediamenti si concentrassero nell'area settentrionale del territorio comunale. In questa zona persistono toponimi, come Vallone e Motta, che fanno pensare alla presenza di modesti dossi emergenti dalle paludi (le altitudini sono qui più basse).
Non vi sono invece tracce del periodo paleoveneto, probabilmente perché la zona si impaludò sul finire dell'età del bronzo e venne per un periodo abbandonata.

### L'epoca romana
Durante il periodo romano si ebbe una profonda trasformazione del territorio, con una drastica risistemazione agraria. Il disboscamento delle selve e la regolazione delle acque permise la formazione di insediamenti stabili. In località Torreselle a fine ‘800 furono rinvenute tombe di epoca romana con presenza di ossa, frammenti di anfore e cocci di vasi. Frequenti nell’ultimo secolo i ritrovamenti fortúiti di monete repubblicane (asse Lucio Cornelio Cinna 169-158 a.C. e Giano Bifronte), imperiali (Augusto, Claudio, Vespasiano, Onorio) e tardo-imperiali.
Tutt'oggi strade e fossati seguono la regolarità dell'antica centuriazione ricadente nel territorio di Altino; ma si trattava di un luogo di confine, visto che le zone a nord del Sile e a sud del Muson erano sottoposte rispettivamente ad Asolo e a Padova.

### L'avvento del cristianesimo e il Medioevo
La tradizione rimanda a san Prosdocimo l'evangelizzazione del Veneto. Solo dopo la pace di Costantino (IV secolo), il cristianesimo poté diffondersi anche nelle campagne, e per un periodo coesistette con i culti pagani.
Dopo il periodo alto-medievale, con le invasioni barbariche e l'arrivo dei Longobardi, si ha la prima citazione di Piombino: in una bolla di papa Eugenio III del 1152, è ricordata tra le pertinenze della pieve di Trebaseleghe, a sua volta sottoposta alla diocesi di Treviso.
Nel Medioevo il territorio si caratterizzava ancora per la notevole presenza di boschi e canali, fondamentali per l'economia di allora, basata ancora su caccia, pesca e raccolta.
Al potere vescovile successe quello laico dei comuni, ma di questo non sono registrati particolari avvenimenti riguardanti il paese.

### La Serenissima
Tra il Tre e il Quattrocento fa la sua comparsa in terraferma la Serenissima, con grandi cambiamenti per il sistema economico e sociale.
Se nel tardo Medioevo i feudi avevano diminuito le proprie dimensioni a favore della piccola proprietà borghese, a partire dal primo Quattrocento l'agricoltura comincia a essere monopolizzata dalla nobiltà veneziana e da altre poche famiglie di spicco. Venezia aveva ormai abbandonato le tradizionali attività mercantili e industriali aperte verso l'Oriente, dedicandosi piuttosto al consolidamento dell'economia agricola dell'entroterra da poco conquistato. È questo il periodo delle ville venete che coinvolsero particolarmente il territorio di Piombino: si ha notizia di palazzi signorili sin dalla prima metà del Quattrocento.
Parallelamente, si diffuse una nuova concezione del territorio, divenuto ora luogo dell'insediamento da modificare e riordinare in funzione dell'uomo. Si ebbero così importanti interventi idraulici volti alla regolazione dei fiumi Sile, Zero, Dese e Marzenego (XVI-XVIII secolo). Le iniziative provenivano spesso dalle stesse famiglie patrizie, prima fra tutte quella dei Cornaro.

### Simboli
Lo stemma e il gonfalone sono stati concessi con decreto del presidente della Repubblica del 12 giugno 1984.
Il gonfalone è un drappo di bianco.

## Monumenti e luoghi d'interesse

### Chiesa parrocchiale
L'edificio attuale, progettato dall'architetto Luigi Candiani, fu costruito tra il 1928 e il 1938. Si tratta di una costruzione eclettica: l'impianto, specie nell'organizzazione degli spazi e nel gioco dei volumi, è neoromanico, ma le decorazioni rimandano al neogotico ottocentesco.
L'abside della chiesa presenta cinque grandi vetrate dedicate ai santi protettori della comunità parrocchiale, la Madonna, S. Giuseppe (compatrono della comunità), san Biagio, san Liberale (patrono della Diocesi) e san Giuseppe Benedetto Cottolengo e contiene l'organo Malvestio a trasmissione pneumatica del 1938.
La chiesa è ancora affiancata dal campanile risalente al 1717: con i suoi 54 metri, è uno degli edifici più alti della zona.
Sulla sua fisionomia è basata la costruzione della Basilica di Sant'Antonio a Istanbul.

### Villa Cornaro
Il monumento più importante di Piombino Dese è Villa Cornaro, patrimonio dell'umanità protetto dall'UNESCO. Progettata dal Palladio e terminata alla fine del XVI secolo è il principale edificio del centro.

### Villa Marcello
Sontuoso edificio del XVIII secolo, tuttora appartenente alla famiglia Marcello, sorge a est dell'abitato di Levada. Circondata da sei ettari di parco (all'italiana davanti, all'inglese sul retro), visitabile, all'interno contiene il grande salone da ballo al piano nobile che ospita splendidi affreschi di Giambattista Crosato incorniciati da stucchi di Giuseppe Zais.
La villa è famosa per aver ospitato Vittorio Emanuele II nel 1866 e Vittorio Emanuele III nel 1918 e alcune scene del film Perdiamoci di vista di Carlo Verdone con Asia Argento.

## Società

### Evoluzione demografica
{{Demografia/Piombino Dese}}

## Geografia antropica

### Frazioni

#### Torreselle
Cenni storici su Torreselle tratti da Treviso e le sue pievi (del 1898) di Carlo Agnoletti:
E li vi nasce il fiume Zero.
Significa “Torreselle” piccoli argini per le munizioni richieste dai vari castelli della contrada.
- Nel 1470 la chiesa aveva un valore di 32 Ducati ed era a torto creduta “figliale” di Trebaseleghe. Già nel 1421 tal Giacomo Coco vi “avea” fatto un legato.
- Nel 1457 la chiesa aveva una finestra di ferro.
- Nel 1467 i popolani “diportavansi bene” e pre Bortolo di Puglia “sapea” leggere ma ignorava la grammatica.
- Nel 1522 l'Eucaristia era in vaso vitreo e il vessillo aveva le figure dei patroni.
- Nel 1543 vi fu questione di quartesi con Levada per le terre di tal Belausa al Boschetto.
- Nel 1573 “si ripresero molti segnatori”, si dovette chiudere il cimitero, “acconciar la canonica (che fu rinnovata nel 1689), provveder la sacrestia di biancheria: c’era la fonte e la fratellanza del SS.mo, ma quella della Madonna ne era sciolta, non mancandone però l’altare con un altro di S. Macario.”
- Quando nel 1580 si dovette portar la pila dell’acqua santa in chiesa fu anche vietato il vino nero alla messa.
- Nel 1597 abbondavano i ladri di uva.
- Nel 1669 fu perduta la lite di matricità con Albaredo: allora le croci indicavano che la chiesa fosse consacrata ma non si sapeva da quando.
- Nel 1728 vennero fatti coro e altare maggiore nuovi.
- Nel 1756/1757 venne costruita l’attuale chiesa, consacrata il 24 ottobre 1773 con reliquie delle SS Lucia e Augusta denominandosi gli altari anche del Rosario, S. Macario, S. Nicolò e dei Sette Dolori.
- Nel 1840 ebbe compimento il campanile.
- Dal 1822 il parroco si chiama arciprete.

Demografia:
160 abitanti nel 1335
200 nel 1567
260 nel 1580
590 nel 1690
460 nel 1790
584 nel settembre 1832
1000 nel 1898.
Tra gli illustri parroci di Torreselle risultano Luigi Pisani che divenne poi vescovo di Padova e soprattutto (nel 1615) Baldassarre Bonifacio, noto scrittore e poeta che fu vescovo di Capodistria, ove morì.
In alcuni appunti scritti dal Bonifacio risulta presente in Torreselle una casa di proprietà del Duca di Mirandola.
Il 13 settembre 1832 Torreselle ricevette la visita pastorale di Giovanni Soldati che, oltre alla descrizione degli altari, cita le reliquie presenti (S. Croce, B. Vergine, SS Simone e Taddeo, S. Nicolò, S. Antonio da Padova e S. Valentino).
Soldati descrive pure la sacrestia "provvista di suppellettili in istato decente, di paramenti ed argenteria (2 pissidi, 2 calici, 2 piccoli candelieri, ecc.)".
Inoltre egli annota la presenza del vecchio cimitero attorno alla chiesa e del cimitero nuovo "fatto per ordine governativo" situato nei confini della parrocchia “a servizio anche di levada” (ndr: esistito solo per pochi anni).
Nel 1832 l'arciprete è Pietro Rachello, noalese di 31 anni, in carica dal 1830 con Giorgio Scarpis cappellano curato.
Soldati sottolinea una "sentita devozione mariana" tra i torresellani.
Riguardo alla dottrina cristiana, Soldati accenna al fatto che "non esiste più la scuola omonima" e "il parroco fa catechismo ai fanciulli tutte le feste ma stima difficile di poter eseguire quanto ha ordinato il vescovo, almeno per il momento, mancando di persone che sappiano leggere".
Osservazioni del parroco Rachello a Soldati riguardo al popolo: egli esprime soddisfazione per la folta partecipazione ai sacramenti specialmente durante le feste della Madonna. In paese poi non vi sono scandali, 5-6 persone non fanno Pasqua , non si tengono aperte le bettole durante le sacre funzioni, non vi sono matrimoni separati e l'ostetrica "è discretamente capace" di fare il suo dovere in caso di necessità.»
Altri cenni storici riguardano il transito di truppe napoleoniche nel 1796/97 confermate dal ritrovamento di bottoni di uniformi francesi.
Nel 1918 Torreselle si trova nelle retrovie del fronte del Piave e, come tutte le frazioni della zona, vede la presenza nei propri terreni di truppe italiane e britanniche (accampamenti, poligoni di tiro e un ospedale da campo presso le scuole elementari).
Nell’aprile del 1945 vi avviene uno scontro a fuoco tra un civile del posto e una colonna della Wehrmacht in ritirata col bilancio di 4 morti (3 tedeschi e il torresellano). Nello stesso contesto avviene anche l’abbattimento di uno Spitfire britannico da parte tedesca col velivolo che precipita e sprofonda nella zona paludosa dei Zanganili. Il pilota, uscito indenne dall’aeroplano grazie al paracadute, verrà salvato e nascosto da una famiglia del luogo.

#### Levada
Levada è una frazione del comune a partire dal 1810. Sorge su un terreno alluvionale e il suo nome indica, appunto, la sua posizione elevata rispetto al bacino del fiume Sile. Il principale luogo di interesse è Villa Marcello.
Cenni su Levada tratti dall'insigne opera di mons. Carlo Agnoletti Memorie storiche delle chiese e parrocchie della Diocesi di Treviso (tomo secondo, Treviso, Tip. Mander Sc. Ap., 1888)
La terra elevata fu per causa del corso del Sile pliniano, nato nei monti trevisani. Plinio poi v'intendeva il Cordevole, che prima del mutato alveo del Piave era unito al Sile attuale, e per un cataclisma se n'elevò il suolo, ed il placido Sile presso a Levada ebbe le sue sorgenti in sito coperto di foreste di alberi grandi o bassi, ciò che in prossimità causò il nome di Silvelle, onde questa Levada anticamente (almeno nel 1336 e 1470) ha il suo appellativo di Silvelle e talora di Sile.
Chiesa Arcipretale
Il titolo della chiesa essendo S. Pietro apostolo, permette di scorgerne l'origine prosdocimiana, lungo la via che S. Prosdocimo tenne venendo da Padova a Treviso, e fu pur conosciuta col nome di Sarmazia dal passaggio dei soldati sarmati al tempo dell'impero nelle invasioni barbariche; infatti c'era una cappella del b. Pietro di Sarmazia che nel 997 il Vescovo Rozzone con tutta la terra del vescovado donava fra altri fondi e chiese al nuovo monastero di Mogliano, confermando i vescovi successori e i Papi nel 1045 e 1171, i quali specificarono la cappella di S. Pietro ch'è sulla strada nel luogo che si dice Sermacia; che se posteriormente le monache di Mogliano non ebbero il gius sopra la chiesa di S. Pietro di Levada, ciò può aver dipeso dalla volontà della gente o da miglior ordine per la cura spirituale. Ma anche i Collalto o Conti di Treviso avevano possessioni nella Sermazia al 994, benché qui potrebbe intendersi per Sermazia un colmello del paese di Santalberto.
Nel 1330 la cifra di questo beneficio o II. cappella di Trebaseleghe, era di L. 20 da dividersi fra il rettore ed un chierico; al 1470 era chiesa curata, e la cifra saliva a duc. 50, ma il chiericato non elencato doveva aver dato origine alla cappellania.
L'edifizio della chiesa di licenza del vesc. Rossi ch'era allora governatore di Roma (1513) fu rinnovato, onde addì 8 ottobre 1514 fu consacrata dal Vescovo di Caorle Daniele Rossi fratello del trevigiano antistite, il quale vi tenne pure la cresima generale, in tempo che la guerra di Cambrai anche qui produceva funesti effetti, e al cappellano venivano bruciate le bolle. Fin d'allora la festa della Dedicazione cadeva nella Domenica II di ottobre.
Si notò che nel 1522 v'era una lampada di ottone per l'illuminazione del SS. Corpo di Cristo; in prosieguo bene meritò della chiesa, beneficio e Parrocchia il Rettore Daniele Allegri che fu esattore del Clero. E per questo suo ufficio fu avvolto in molteplici cause; egli fra il 1534-35 fabbricò la cantina e il biaver (granaio) benché troppo grandi, nel 1550 permutò beni della chiesa col nob. Contarini, e oggi si riconosce il vantaggio dei quest'atto per esser tutti campi del benefizio in un solo corpo. Per l'Allegri s'iniziò una serie di soggetti ragguardevoli nel benefizio.
Gia fiorivano le scuole di San Paolo e della B.V. ; e si teneva in chiesa un arzil (archivio) o cassa da frumento.
-In creazione-

## Amministrazione

### Sindaci dal 1946
| Nominativo                                           | Nominativo                                        | Partito / Coalizione                              | Periodo                                           | Elezione                                          |
| Sindaci eletti dal Consiglio comunale (1946-1996)    | Sindaci eletti dal Consiglio comunale (1946-1996) | Sindaci eletti dal Consiglio comunale (1946-1996) | Sindaci eletti dal Consiglio comunale (1946-1996) | Sindaci eletti dal Consiglio comunale (1946-1996) |
| ---------------------------------------------------- | ------------------------------------------------- | ------------------------------------------------- | ------------------------------------------------- | ------------------------------------------------- |
|                                                      | Domenico Checchin                                 | Democrazia Cristiana                              | 1946-1965                                         | 1946                                              |
| 1951                                                 | Domenico Checchin                                 | Democrazia Cristiana                              | 1946-1965                                         |                                                   |
| 1956                                                 | Domenico Checchin                                 | Democrazia Cristiana                              | 1946-1965                                         |                                                   |
| 1960                                                 | Domenico Checchin                                 | Democrazia Cristiana                              | 1946-1965                                         |                                                   |
|                                                      | Antonio Fracalanza                                | Democrazia Cristiana                              | 1965-1970                                         | 1964                                              |
|                                                      | Domenico Checchin                                 | Democrazia Cristiana                              | 1970-1975                                         | 1970                                              |
|                                                      | Antonio Fracalanza                                | Democrazia Cristiana                              | 1975-1980                                         | 1975                                              |
|                                                      | Mario Pallaro                                     | Democrazia Cristiana                              | 1980-1990                                         | 1980                                              |
| 1985                                                 | Mario Pallaro                                     | Democrazia Cristiana                              | 1980-1990                                         |                                                   |
|                                                      | Aldo Luciano (Commiss. straordinario)             | -                                                 | 1990-1991                                         | (1990)                                            |
|                                                      | Ottorino Scquizzato                               | Democrazia Cristiana                              | 1991-1996                                         | 1991                                              |
| Sindaci eletti direttamente dai cittadini (dal 1996) |                                                   |                                                   |                                                   |                                                   |
|                                                      | Ottorino Scquizzato                               | Centro-destra                                     | 1996-1997                                         | 1996                                              |
|                                                      | Gian Piero De Simoni (Commiss. prefettizio)       | -                                                 | 1997-1998                                         | -                                                 |
|                                                      | Luciano Cagnin                                    | Lega Nord - LV                                    | 1998-2007                                         | 1998                                              |
| 2002                                                 | Luciano Cagnin                                    | Lega Nord - LV                                    | 1998-2007                                         |                                                   |
|                                                      | Pierluigi Cagnin                                  | Centro-destra                                     | 2007-2017                                         | 2007                                              |
| 2012                                                 | Pierluigi Cagnin                                  | Centro-destra                                     | 2007-2017                                         |                                                   |
|                                                      | Cesare Mason                                      | Grande coalizione                                 | 2017-in carica                                    | 2017                                              |
| 2022                                                 | Cesare Mason                                      | Grande coalizione                                 | 2017-in carica                                    |                                                   |

### Altre informazioni amministrative
Il comune si è denominato semplicemente Piombino sino al RD 11 agosto 1867, n. 3866.